# Shanice-diszkográfia
Ez a szócikk az amerikai R&B énekesnő Shanice diszkográfiája.

## Albumok
| 1987                               | Discovery - Label: A&M                        | 149 | 37 | —  |               |
| 1991                               | Inner Child - Label: Motown                   | 83  | 13 | 24 | - RIAA: Arany |
| 1994                               | 21... Ways to Grow - Label: Motown            | 184 | 46 | —  |               |
| 1999                               | Shanice - Label: LaFace                       | 56  | 15 | —  | - RIAA: Arany |
| 2006                               | Every Woman Dreams - Label: Imajah / PlayTyme | 194 | 30 | —  |               |
| "—" nem volt slágerlistás helyezés |                                               |     |    |    |               |

## Válogatás albumok
| Cím                                | Album megjelenés                   | Legjobb slágerlistás helyezés | Legjobb slágerlistás helyezés | Legjobb slágerlistás helyezés | Legjobb slágerlistás helyezés | Legjobb slágerlistás helyezés | Legjobb slágerlistás helyezés | Legjobb slágerlistás helyezés | Legjobb slágerlistás helyezés | Legjobb slágerlistás helyezés | Legjobb slágerlistás helyezés |
| Cím                                | Album megjelenés                   | US Pop                        | US R&B                        | JPN                           | UK                            |                               |                               |                               |                               |                               |                               |
| ---------------------------------- | ---------------------------------- | ----------------------------- | ----------------------------- | ----------------------------- | ----------------------------- | ----------------------------- | ----------------------------- | ----------------------------- | ----------------------------- | ----------------------------- | ----------------------------- |
| 1995                               | The Remix… - Formátum: CD, MC      | —                             | —                             | —                             | —                             |                               |                               |                               |                               |                               |                               |
| 1999                               | Ultimate Collection - Formátum: CD | —                             | —                             | —                             | —                             |                               |                               |                               |                               |                               |                               |
| "—" nem volt slágerlistás helyezés |                                    |                               |                               |                               |                               |                               |                               |                               |                               |                               |                               |

## Kislemezek
| Title                                      | Év   | Slágerlistás helyezés | Slágerlistás helyezés | Slágerlistás helyezés | Slágerlistás helyezés | Slágerlistás helyezés | Slágerlistás helyezés | Album                      |
| Title                                      | Év   | US                    | US R&B                | US Dance              | UK                    | AUS                   | SWI                   | Album                      |
| ------------------------------------------ | ---- | --------------------- | --------------------- | --------------------- | --------------------- | --------------------- | --------------------- | -------------------------- |
| "(Baby Tell Me) Can You Dance"             | 1987 | 50                    | 6                     | 16                    | —                     | —                     | —                     | Discovery                  |
| "No 1/2 Steppin'"                          | 1987 | 50                    | 6                     | 19                    | —                     | —                     | —                     | Discovery                  |
| "The Way You Love Me"                      | 1988 | —                     | 53                    | —                     | —                     | —                     | —                     | Discovery                  |
| "I’ll Bet She’s Got A Boyfriend"           | 1988 | —                     | —                     | —                     | —                     | —                     | —                     | Discovery                  |
| "I Love Your Smile"                        | 1991 | 2                     | 1                     | —                     | 2                     | 8                     | 3                     | Inner Child                |
| "I’m Cryin’"                               | 1992 | —                     | 11                    | —                     | —                     | —                     | —                     | Inner Child                |
| "Silent Prayer" (featuring Johnny Gill)    | 1992 | 31                    | 4                     | —                     | —                     | —                     | —                     | Inner Child                |
| "Lovin’ You"                               | 1992 | —                     | 59                    | —                     | 54                    | —                     | —                     | Inner Child                |
| "Don't Wanna Love You"                     | 1992 | 58                    | 57                    | —                     | —                     | —                     | —                     | Boomerang — OST            |
| "Saving Forever for You"                   | 1992 | 4                     | 20                    | —                     | 42                    | 25                    | —                     | Beverly Hills, 90210 — OST |
| "It's For You"                             | 1993 | 57                    | 14                    | —                     | —                     | —                     | —                     | The Meteor Man — OST       |
| "Somewhere"                                | 1994 | 122                   | 28                    | —                     | —                     | —                     | —                     | 21... Ways to Grow         |
| "Turn Down the Lights"                     | 1994 | 114                   | 21                    | —                     | —                     | —                     | —                     | 21... Ways to Grow         |
| "I Like"                                   | 1994 | —                     | —                     | 38                    | —                     | —                     | 49                    | 21... Ways to Grow         |
| "I Wish"                                   | 1994 | —                     | 61                    | —                     | —                     | —                     | —                     | 21... Ways to Grow         |
| "If I Never Knew You" (duet Jon Secadaval) | 1995 | 108                   | 124                   | —                     | 51                    | —                     | —                     | Pocahontas — OST           |
| "When I Close My Eyes"                     | 1999 | 12                    | 4                     | —                     | —                     | —                     | —                     | Shanice                    |
| "Yesterday"                                | 1999 | 122                   | 40                    | —                     | —                     | —                     | —                     | Shanice                    |
| "You Need A Man"                           | 1999 | —                     | 53                    | —                     | —                     | —                     | —                     | Shanice                    |
| "Love Is The Gift"                         | 2001 | —                     | —                     | —                     | —                     | —                     | —                     | The Bouncer                |
| "Every Woman Dreams"                       | 2005 | —                     | 62                    | —                     | —                     | —                     | —                     | Every Woman Dreams         |
| "Take Care Of U"                           | 2006 | —                     | 72                    | —                     | —                     | —                     | —                     | Every Woman Dreams         |
| "So Sexy" (featuring Karif)                | 2006 | —                     | 73                    | —                     | —                     | —                     | —                     | Every Woman Dreams         |
| "Tomorrow"                                 | 2009 | —                     | 75                    | —                     | —                     | —                     | —                     | Nem album dal              |
| "Gotta Blame Me"                           | 2014 | —                     | —                     | —                     | —                     | —                     | —                     | Nem album dal              |
| "We Can Fly"                               | 2014 | —                     | —                     | —                     | —                     | —                     | —                     | Nem album dal              |
| "Another Lonely Day in California"         | 2015 | —                     | —                     | —                     | —                     | —                     | —                     | Nem album dal              |
| "Breakdown"                                | 2016 | —                     | —                     | —                     | —                     | —                     | —                     | Nem album dal              |

## Közreműködő előadóként
| Title                                        | Év   | Slágerlistás helyezés | Slágerlistás helyezés | Slágerlistás helyezés | Slágerlistás helyezés | Slágerlistás helyezés | Slágerlistás helyezés | Album                              |
| Title                                        | Év   | US                    | US R&B                | US Dance              | UK                    | AUS                   | SWI                   | Album                              |
| -------------------------------------------- | ---- | --------------------- | --------------------- | --------------------- | --------------------- | --------------------- | --------------------- | ---------------------------------- |
| "This Time" (Kiara featuring Shanice)        | 1988 | 78                    | 2                     | —                     | —                     | —                     | —                     | To Change and/or Make a Difference |
| "Chasing Fever" (Jeremiah featuring Shanice) | 2008 | —                     | 74                    | —                     | —                     | —                     | —                     | Chasing Fever                      |

- Nem jelent meg az Egyesült Államokban, csak a rádióállomások számára elérhető (mielőtt letölthető lett)

## Egyéb album megjelenések
| Év   | Cím                    | Közreműködő előadók | Album                                                 |
| ---- | ---------------------- | ------------------- | ----------------------------------------------------- |
| 1988 | "This Time"            | Kiara               | To Change And/Or Make A Difference                    |
| 1989 | "Christmas Presence"   | Gerald Alston       | Christmas Cheers from Motown: Motown Christmas        |
| 1995 | "When You Believe"     | Crystal Wilson      | Mother & Child: A Christmas Celebration of Motherhood |
| 1997 | "Breathe Again" (Live) | —                   | MTV Unplugged NYC 1997                                |
| 2006 | "Love for a While"     | Jeremiah            | Chasing Forever                                       |

## Filmzene megjelenések
| Év   | Cím                      | Közreműködő előadók | Album                                                      |
| ---- | ------------------------ | ------------------- | ---------------------------------------------------------- |
| 1992 | "Don't Wanna Love You"   | —                   | Boomerang                                                  |
| 1992 | "Saving Forever for You" | —                   | Beverly Hills 90210                                        |
| 1995 | "If I Never Knew You"    | Jon Secada          | Pocahontas                                                 |
| 1995 | "If I Were Your Woman"   | —                   | Panther                                                    |
| 2000 | "Love Is The Gift"       | —                   | The Bouncer Original Video Game Soundtrack                 |
| 2012 | "If I Jump Now"          | —                   | Dragon Age: Dawn of the Seeker: Music Inspired by The Film |